# 上海公交860路
860路是上海市一条连接上海南站至成山路东明路的公交线路。线路的走向和终点站多次变化。

## 历史和简介
最早上海浦东巴士开通南川专线，方向南码头渡口至川沙柴场村。
2010年8月，南川专线更名为南南B线，从艾镇处更改走向至上海南站。
2012年1月，南南B线更名为南川线。
2017年2月18日，164路暂停运营。南川线调整线路，覆盖164路大部分走向。
2020年9月28日，20辆申龙牌SLK6101UBEVN1新能源低地板客车上线于南川线运营，8辆W9H下放977路，保留1辆W9H-047。
2024年1月20日，南川线拆分为860路、浦东118路，两线均实行单一票价2元。

## 164路
在2009年第一批公交新辟、延伸、调整计划（征询意见稿）中，作为龙耀路隧道公交配套，82路计划经龙耀路隧道延伸至园南新村，而隧道七线则改由龙耀路隧道过江，并以嘉川路凌云路为终点站。到了2011年，在2011年第一批公交新辟及调整线路计划（市民意见征询稿）中隧道七线列入了撤销名单，而82路依旧在调整名单之中。最后浦东上南公司选择新辟线路，而非延伸82路来填补龙耀路隧道的空白。2011年12月24日164路开通。值得注意的是，本线的浦西终点站名义上是永川路石龙路，但是车内的报站以及实际运作中，是以龙川北路石龙路（上海南站）作为终点站的。

## 路线基本资料

### 线路走向
- 上行：自成山路、东明路、昌里东路、昌里路、洪山路、雪野路、上南路、耀华路、济阳路、龙耀路隧道、龙耀路、石龙路至动力南二路止。
- 下行：自动力南二路起经动力南一路、石龙路、龙耀路、龙耀路隧道、济阳路、德州路、耀龙路、耀华路、上南路、雪野路、洪山路、昌里路、昌里东路、东明路、成山路止。

### 服务时间
- 成山路东明路：05:30-22:30
- 上海南站南广场：05:30-22:30

### 收费
全程单一票价2元

### 停站
- 上行：成山路东明路、昌里东路云台路、昌里路洪山路（上南七村）、上海南站南广场
- 下行：上海南站南广场、石龙路东泉路、昌里路洪山路（上南七村）、昌里东路云台路、成山路东明路